# Rut Sverrisdottir
Rut Sverrisdottir es una deportista islandesa que compitió en natación adaptada. Ganó dos medallas de bronce en los Juegos Paralímpicos de Barcelona 1992.

## Palmarés internacional
| Juegos Paralímpicos | Juegos Paralímpicos | Juegos Paralímpicos | Juegos Paralímpicos |
| Año                 | Lugar               | Medalla             | Prueba              |
| ------------------- | ------------------- | ------------------- | ------------------- |
| 1992                | Barcelona (España)  | Medalla de bronce   | 100 m espalda B3    |
| 1992                | Barcelona (España)  | Medalla de bronce   | 200 m estilos B3    |